# 朝倉外茂鉄

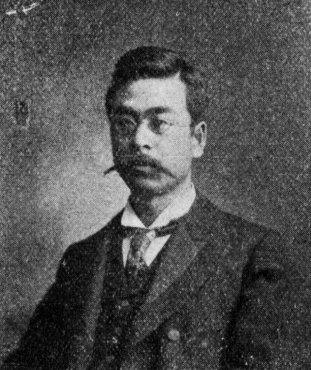
朝倉外茂鉄

朝倉 外茂鉄（あさくら ともてつ、文久3年1月16日（1863年3月5日） - 昭和2年（1927年）6月14日）は、日本の衆議院議員、弁護士。

## 経歴
加賀国金沢出身。石川県専門学校、東京英和学校を経て、1885年（明治18年）に東京大学法学部選科に入学した。その後本科に移り、1889年（明治22年）に帝国大学法科大学英法科（東京大学から改称）を卒業した。渋沢栄一の知遇を得て第一銀行法律顧問となり、さらに浅野総一郎の法律顧問も務めた。また東京法学院、東京専門学校、東京商業学校、専修学校、日本法律学校などの講師に就任した。1890年（明治23年）に弁護士となり、1896年（明治29年）には日本弁護士協会の結成に参加した。
同年、東京市会議員に当選し、1898年（明治31年）には同参事会員に選ばれ、さらに高級助役に就任した。1900年（明治33年）に起きた東京市参事会収賄事件では、収賄罪に問われたが、無罪判決が言い渡された。
1901年（明治34年）、言文一致会の会長に就任し、雑誌『新文』『新紀元』の発行にあたった。
1902年（明治35年）、第7回衆議院議員総選挙に出馬し、当選を果たした。
1905年（明治38年）より仁川で農業・製塩業を営み、1913年（大正2年）からは京城府で弁護士として活動した。